# Rokugatsudō no sanshimai
Pour plus de détails, voir Fiche technique et Distribution.
Rokugatsudō no sanshimai (六月燈の三姉妹), est un film japonais réalisé par Kiyoshi Sasabe et sorti en 2013.

## Synopsis
La famille Nakazono gère une confiserie artisanale qui survit difficilement à une baisse de fréquentation causée par l'ouverture d'un grand centre commercial. Bien qu'ils soient divorcés, la mère, Keiko, et le père, Shinpei, confiseur, vivent sous le même toit.
La fille aînée Shizue issue d'une premier mariage de Keiko, est revenue vivre chez sa mère à la suite d'un divorce. La deuxième fille, Namie, illustratrice à Tokyo, est en médiation de divorce avec son mari Tōru est elle aussi temporairement rentrée chez sa mère. Sakae, la benjamine et fille de Shinpei, a rompu ses fiançailles juste avant le mariage et entretient une liaison avec un homme marié et père de famille.
Tōru le mari de Shizue, originaire de la région, revient de Tokyo pour convaincre Namie de renoncer au divorce et porte main forte à la confiserie. Tout ce beau monde cherche désespérément à sauver le magasin et lance un nouveau produit, le « Karukan », la nuit du Rokugatsudō (ja), le festival de Kagoshima, dans l'espoir de redresser la situation.

## Fiche technique
- Titre original : Rokugatsudō no sanshimai (六月燈の三姉妹?)
- Réalisation : Kiyoshi Sasabe
- Scénario : Ryūji Mizutani (ja), d'après sa propre pièce de théâtre
- Photographie : Masaaki Sakae
- Musique : Tamiya Terashima
- Décors : Takaichi Wakamatsu et Hisayuki Kobayashi
- Montage : Hideaki Ōhata (ja)
- Sociétés de production : CineMove, Agence pour les Affaires culturelles (soutien), Kagoshima Television Station Co. (KTS)
- Pays de production :  Japon
- Langue originale : japonais
- Format : couleur — 1,85:1
- Genres : drame, comédie dramatique
- Durée : 104 minutes[1]
- Dates de sortie :
  - Japon : 9 novembre 2013 (avant-première à Kagoshima et Miyazaki)[2] - 31 mai 2014 (sortie nationale)[1]

## Distribution
- Kazue Fukiishi (ja) : Namie Hirakawa, la deuxième fille
- Yō Yoshida : Shizue Nakazono, la fille aînée
- Eri Tokunaga (ja) : Sakae Nakazono, la benjamine
- Kanji Tsuda : Tōru Hirakawa, le mari de Namie
- Yoshie Ichige (ja) : Keiko Nakazono, la mère
- Seishirō Nishida (ja) : Shinpei Arima, le père de Sakae
- Jun Inoue (ja) : le président de l'association des commerçants du quartier
- Chihoko Shigeta (ja) : tenancière de bar
- Ikki Sawamura (ja) : Shigeo Kuroki (apparition en photo)

## Autour du film
L'acteur Seishirō Nishida (ja) qui joue le rôle du confiseur est également producteur du film. Il est né et a vécu dans la rue commerçante de Kagoshima où a été tourné le film. Il raconte qu'à chaque retour chez lui, le nombre de magasins fermés augmente, mais l'image de cette rue commerçante autrefois dynamique lui est restée.